# John Malcolm Lawrence Grover
John Malcolm Lawrence Grover, britanski general, * 1897, † 1979.